# 염해인
염해인(廉海仁, 1995년 5월 19일 ~ )은 대한민국의 가수, 배우로 걸 그룹 라붐의 멤버였다.

## 학력
- 솔뫼중학교 (졸업)
- 정의여자고등학교 (졸업)

## 가수 외 활동

### 예능
- 2016년 《메이크업 박스》 - 고정 진행자
- 2017년 KBS2 《아이돌 리부팅 프로젝트 더 유닛》 - 참가자
- 2021년 MBC 《놀면 뭐하니?》
- 2022년 채널S 《김구라의 라떼9》

### 드라마
| 연도 | 방송 | 제목            | 역할                 | 비고     |
| ---- | ---- | --------------- | -------------------- | -------- |
| 2018 | KBS2 | 반짝반짝 들리는 | 혜령                 |          |
| 2018 | SBS  | 강남 스캔들     | 은소담               |          |
| 2020 | SBS  | 편의점 샛별이   | MEGA HIT 소속 연습생 | 특별출연 |